# Puerto Curupayty
Curupayty o Puerto Curupaity es una localidad de Paraguay, en el Departamento de Alto Paraná. 
- Localización: 25°22′00″S 54°39′00″O / -25.36667, -54.65000
- Altitud: 257 m s. n. m.

Esta localidad si bien tiene el mismo nombre, no es el lugar en donde se hallaba el Fuerte de Curupayty, lugar en donde se produjo la batalla de Curupayty durante la Guerra de la Triple Alianza de los 1870s.